# Kongói labdarúgó-szövetség
A kongói labdarúgó-szövetség (franciául: Fédération Congolaise de Football, rövidítve: FECOFOOT) Kongó nemzeti labdarúgó-szövetsége. A szervezetet 1962-ben alapították, 1962-ben csatlakozott a Nemzetközi Labdarúgó-szövetséghez, 1966-ban pedig az Afrikai Labdarúgó-szövetséghez. A szövetség szervezi a Kongói labdarúgó-bajnokságot. Működteti a férfi valamint a női labdarúgó-válogatottat.